# Perlesta lagoi
Perlesta lagoi és una espècie d'insecte plecòpter pertanyent a la família dels pèrlids.

## Distribució geogràfica
Es troba a Nord-amèrica: Iowa, Illinois, Kentucky, Mississipi i Tennessee.